# 沃羅尼夫 (羅加京區)
49°29′29″N 24°34′20″E / 49.49139°N 24.57222°E
沃羅尼夫（烏克蘭語：Воронів），是烏克蘭西部的村莊，隸屬伊萬諾-弗蘭科夫斯克州的伊萬諾-弗蘭科夫斯克區。該村始建於1439年，面積6.71平方公里，海拔高度258米，2001年人口144，人口密度每平方公里21.5人。